# Triodontella difformipes
Triodontella difformipes är en skalbaggsart som beskrevs av Leon Fairmaire 1892. Triodontella difformipes ingår i släktet Triodontella och familjen Melolonthidae. Inga underarter finns listade i Catalogue of Life.